# Antoni Ramon Pasqual i Fleixes
Antoni Ramon Pasqual i Fleixes (Andratx, 1707-Palma, 1791) va ser un lul·lista i monjo cistercenc mallorquí.

## Biografia
Estudià (1722-24) filosofia a la Universitat Lul·liana sota la direcció del doctor Salvador Artigues. El 1725 hi començà els cursos de teologia i, el 1726, entrà al Col·legi de la Sapiència. Essent col·legial oposità a una càtedra de filosofia, tot i que no l'ocupà, ja que se n'anà (1727) a Magúncia a estudiar amb el lul·lista Iu Salzinger, entre altres mestres. El 1731 ingressà al monestir de Santa Maria de la Real i obtengué (1734) el grau de batxiller en filosofia i llegí la tesi doctoral sobre el tema De vegetativa. El 1739 aconseguí el batxillerat i el doctorat en teologia i la càtedra de teologia lul·lista que havia fundat Agnès de Pacs i de Quint. Per una sèrie de conflictes acadèmics va ser apartat (1744) de la càtedra, la qual li va ser restablerta (1750) per intervenció del Consell de Castella.
El 1750 la Universitat l'envià a Madrid per informar sobre les traves que posaven els dominicans al culte i a la doctrina de Ramon Llull. Allà va fer amistat amb el pare Feijoo i amb altres personatges de la cort. A Mallorca (1756), va ser nomenat abat del monestir de Santa Maria de la Real (1756-1760 i 1768-1772) i hi impulsà la vida intel·lectual. és autor d'una trentena d'obres apologètiques lul·lianes. Fou nomenat Acadèmic de la Reial Acadèmia d'Història i fou membre de la Societat Econòmica Mallorquina d'Amics del País

## Obres
- Noticia Monasterii Regalensis (Manuscrit a la Biblioteca Balear de la Real).
- Breve historia de la fundación y dotación de Santa Maria de la Real del orden del cister en el Reyno de Mallorca
- El milagro de la sabiduría del Beato Raymundo Lulio, Doctor illuminado y martyr, y patrón de la luliana Universidad de Mallorca (1744).
- Examen de la crisis de el Revmo. P. Maestro D. Benito Gerónimo Feijóo, monje benedictino, sobre el arte Luliana (1749).
- Vindiciae Lullianae (1778).
- Descubrimiento de la aguja náutica, de la situación de la América, del arte de navegar y de un nuevo método para el adalentamiento de las artes y las ciencias (1789).
- Demostración del origen del sistema copernicano, sacada de las obras del B. Raimundo Lulio.
- Vida, virtudes y milagros del B. Raymundo Lulio, Doctor iluminado y mártir.
- Tratado de teología escolástica según las doctrinas de Nuestro glorioso padre S. Bernardo.[3]